# Кнудсен, Кнут
Кнут Кнудсен (норв. Knut Knudsen, 12 октября 1950) — норвежский велогонщик, олимпийский чемпион и чемпион мира.
Родился в 1950 году в Левангере. В 1972 году на Олимпийских играх в Мюнхене завоевал золотую медаль в индивидуальной гонке преследования. В 1973 году завоевал золотую медаль в индивидуальной гонке преследования на чемпионате мира среди любителей. В 1974 году перешёл в профессионалы. В 1975 году стал серебряным призёром чемпионата мира среди профессионалов, в 1976 — бронзовым, в 1977 — вновь серебряным. В 1981 году завершил спортивную карьеру.